# Die Frau des Anderen
Die Frau des Anderen (Originaltitel: Cupid’s Fireman) ist ein US-amerikanisches Stummfilmdrama aus dem Jahr 1923 von William A. Wellman mit Buck Jones und Marian Nixon in den Hauptrollen. Der Film wurde von der Fox Film Corporation produziert und basiert auf der Kurzgeschichte Andy McGee’s Chorus Girls von Richard Harding Davis.

## Handlung
Andy McGee wird mit der widerwilligen Zustimmung seiner sterbenskranken Mutter Feuerwehrmann. Später nimmt Andy ein kleines Waisenmädchen auf, das sich wie seine Mutter um ihn kümmert. Er verliebt sich in die Revuetänzerin Agnes Evans, die mit dem Trunkenbold Bill verheiratet ist. Nachdem er die Hoffnung auf eine Romanze mit Agnes aufgegeben hat, rettet Andy sie aus einem brennenden Haus, in das ihr Ehemann Bill sie achtlos eingesperrt hat. Trotz aller Bemühungen kann Andy Bill nicht retten, gewinnt aber das Herz der verwitweten Agnes.

## Hintergrund
Der Beginn der Dreharbeiten in den Fox-Studios in Hollywood wurde am 20. Oktober 1923 bekannt gegeben. Das Ende der Produktion wurde am 24. November 1923 vermeldet.
Brooks Benedict gab sein Filmdebüt.
Da keine Kopien der fünf Filmrollen existieren, gilt der Film als verschollen.

## Veröffentlichung
Die Premiere des Films fand am 16. Dezember 1923 statt. 1925 kam er in Österreich in die Kinos.

## Kritiken
George T. Pardy schrieb in der Exhibitors Trade Review, dass die Geschichte zwar ein wenig zu offensichtlich sei, der Film aber mit Spannung, Gefühlen und schneller Action aufwarte.